# Templo de Snowflake
El Templo de Snowflake, Arizona es uno de los templos construidos y operados por La Iglesia de Jesucristo de los Santos de los Últimos Días, el número 108 construido por la iglesia y el segundo de cinco templos construidos en el estado de Arizona, ubicado en la ciudad de Snowflake.
El primer templo de Arizona fue el templo de Mesa, dedicado en 1927 por el entonces presidente de la iglesia SUD Heber J. Grant. En abril de 2008, el presidente de la iglesia SUD, Thomas S. Monson anunció la construcción de dos templos en Arizona, uno a ser ubicado en Gilbert y el otro al este del estado, en Gila Valley. Luego ese mismo año, Monson y la Primera Presidencia anunciaron los planes para la construcción de un quinto templo en el oeste del área Metropolitana de Phoenix.

## Historia
Snowflake es un pueblo de unos 5 mil habitantes en el Condado de Navajo, Arizona, a 40 km sur de la Interestatal 40 (antigua Ruta 66). El epónimo proviene de la combinación de los apellidos de Jordan Flake y Erastus Snow, quienes en 1878 fundaron el pueblo junto con un grupo de pioneros mormones, bajo la dirección del entonces presidente de la iglesia SUD Brigham Young. Snowflake es también reconocida por ser uno de los principales lugares de residencia de individuos que padecen de sensibilidad química múltiple. 
La mayoría de los fieles SUD residentes en el pueblo y sus alrededores son descendientes directos de los primeros colonos. Unos 35 mil bautizados visitan al templo de Snowflake, ubicado en una colina, 9 mil de los cuales viven en y alrededor de Snowflake. Los diarios de los primeros colonos de Snowflake en 1880 cuentan de la posibilidad de construir un templo en la comunidad. En 1882, Wilford Woodruff visitó Snowflake desde Salt Lake City animó a los colonos a mantenerse en la región estimulados por la construcción futura de un templo. Otros miembros del Cuórum de los Doce Apóstoles, incluyendo John Taylor y Joseph F. Smith, hicieron promesas similares para animar a sus fieles a permanecer en Snowflake, Taylor y sus alrededores. En el folclore mormón, el que tantos de sus autoridades hayan mencionado la futura construcción de un templo en Snowflake, el anuncio de su eventual construcción es considerado cumplimiento profético.

## Construcción
El templo y su colina, llamado cerro del templo, se encuentran a un costado de un campo de golf. La colina sobre la que se asienta el edificio de dos pisos fue niveleada a una profundidad de 8 pies (2,4 m). Los planos del templo de Snowflake fueron usados para construir el templo de Winter Quarters, así como el templo de Quetzaltenango.
El templo se construyó de granito pulido blanco y gris proveniente de China, similar al usado para la construcción del templo de Fukuoka en Japón. Por razón de su pasado pionero, el templo y su interior incluye motivos que recuerdan esa historia, así como de los pueblos nativos de los Estados Unidos.
El diseño interior refleja la historia y la cultura de la región. Gran parte del mobiliario tiene una apariencia de estilo pionero similar al usado en el interior del Templo de Vernal (Utah). Se construyeron varias piezas tallados con diseños de indígenas de América. Los patrones de los nativos americanos se ubican esparcidos pintados en las paredes y esculpidos en las alfombras del interior del edificio. Otros elementos de la sociedad entre los pioneros mormones y los indígenas de América se hallan ubicados dentro del interior del templo. Por ejemplo, se exhiben gabinetes con un diseño de ramas de durazno sobre sus puertas. Jacob Hamblin, uno de los primeros pioneros y misioneros en la región, intercambió bienes con los nativos americanos a cambio de las semillas de durazno, los cuales plantó para cultivar árboles de durazno. En el templo cuelga un grabado que representa a Hamblin a caballo reuniéndose con Tuba, jefe del grupo Hopi. Varios vitrales alrededor del templo muestran imágenes de diversas facetas de la vida de Jesús de Nazaret. Algunos de los artistas fueron personas con linaje nativo de las tribus de región.
En marzo de 2017, se reemplazó la estatua del ángel Moroni sobre el Templo Snowflake. La estatua original miraba hacia el Este, mirando sobre la parte trasera del edificio. La nueva estatua se instaló mirando hacia el oeste, mirando en dirección de la entrada del templo.

## Dedicación
El templo SUD de la ciudad de Snowflake fue dedicado para sus actividades eclesiásticas el 3 de marzo de 2002, por Gordon B. Hinckley. Anterior a ello, la iglesia permitió un recorrido público de las instalaciones y del interior del templo al que asistieron más de 94.000 visitantes. La mayoría de los visitantes fueron descendientes de los primeros colonos de la región de aproximadamente 9 mil habitantes.
El templo de Snowflake es usado por miembros repartidos en 11 estacas afiliadas a la iglesia en el centro y el este de Arizona. Al templo, por su cercanía a las comunidades que rodean la ciudad de Snowflake, también asisten miembros provenientes de Chinle, Eagar, Holbrook, Flagstaff, Pinetop-Lakeside, Tuba City y Winslow.